# Cléarque (Sparte)
Pour les articles homonymes, voir Cléarque.
 (mai 2009).
Si vous disposez d'ouvrages ou d'articles de référence ou si vous connaissez des sites web de qualité traitant du thème abordé ici, merci de compléter l'article en donnant les références utiles à sa vérifiabilité et en les liant à la section « Notes et références ».
Sauf précision contraire, les dates de cet article sont sous-entendues « avant l'ère commune » (AEC), c'est-à-dire « avant Jésus-Christ ».
Cléarque, fils de Ramphios, est un général spartiate de la fin du Ve siècle et du début du IVe siècle av. J.-C.

## Biographie
Proche de Lysandre, il dirige une flotte spartiate lors de la guerre du Péloponnèse. Mais en 403, il est condamné à mort à Sparte pour avoir désobéi à des ordres.
Il devient alors mercenaire et entre au service de Cyrus le Jeune dont il dirige les mercenaires grecs lors de l'expédition de 401 pour renverser le frère de Cyrus, Artaxerxès II. À la bataille de Counaxa, les Grecs repoussent les troupes perses mais Cyrus est tué. 
Cléarque dirige alors la retraite des Dix-Mille vers le nord. Des contacts sont noués avec le satrape Tissapherne et Cléarque tombe naïvement dans un piège. Il est décapité avec de nombreux officiers de son état-major, dont Proxène de Béotie, ami de longue date de Xénophon. Cléarque est remplacé par Chirisophos à la tête des mercenaires. Xénophon, élu chef de l'arrière-garde, a dressé plus tard un portrait plutôt flatteur de Cléarque dans l'Anabase.